# Escoles Municipals de Sarrià de Ter
Les Escoles Municipals de Sarrià de Ter és una obra de Sarrià de Ter (Gironès) inclosa a l'Inventari del Patrimoni Arquitectònic de Catalunya. Van ser realitzades al 1910 per Rafael Masó i Valentí a partir de la remodelació de tres cases entre mitgeres de planta baixa i pis per encàrrec d'Alfons Teixidor.

## Descripció
L'edifici actual és el resultat de la reforma i unificació de tres cases antigues existents, realitzada el 1910. el seu interès queda centrat sobre tot en el disseny i composició formal dels elements de la façana principal. Cal destacar la combinació que es fa de l'arrebossat amb els elements ceràmics vidriats, de La Bisbal, les reixes de forja molt treballades i les obertures amb batents de fusta. La porta principal d'accés és a la catalana, amb elements ornamentals que li donen una extraordinària qualitat de disseny. És rematada per un guardapols, igual que la resta d'obertures. Alguns dels elements ornamentals recorden aspectes de la Farinera Teixidor de Girona, realitzada el mateix any (reixes, trencaaigües, ceràmica...).
La façana conservava elements antics com el balcó i els emmarcaments de pedra de les obertures de la planta pis. Les reixes de les obertures de la planta baixa les realitzà Nonito Cadenas, i els elements ceràmics, garlandes, mènsules i balustrada, els germans Coromina.

## Història
Originàriament l'edifici fou destinat a escoles municipals.
El 1987 es va encarregar una reforma a Joaquim Corominas Llach, apostant per mantenir i rehabilitar la façana respectant la intervenció de Rafael Masó.[1]
El 2018 va se catalogat com a Bé Cultural d'interès local.